# 방글라데시의 대외 관계
방글라데시의 대외 관계는 방글라데시와 외국과의 관계이다. 방글라데시 정부의 정책은 다자 외교, 특히 유엔(UN)과 세계무역기구(WTO)에 크게 의존하는 온건한 외교 정책을 추구한다. 1971년 독립 이후 방글라데시는 외교를 결정할 때 "모든 사람에 대한 우정, 누구에게도 악의"라는 원칙을 강조해 왔다. 비동맹 운동의 일원으로서 방글라데시는 강대국의 편을 들지 않는 경향이 있었다. 냉전 종식 이후 방글라데시는 이웃 국가 및 다른 인근 국가들과의 더 나은 관계를 추구해 왔다.
방글라데시 정부는 남아시아의 지역 경제 통합을 추구하는 외교 정책을 시행하기 시작했으며, 방글라데시를 아시아 대중교통 무역의 지역 허브로 자리매김하는 것을 목표로 하고 있다. 방글라데시는 대부분의 유엔 회원국뿐만 아니라 팔레스타인과 같은 일부 비유엔 회원국과도 공식 외교 관계를 수립했다. 이들 국가와의 관계는 미얀마 및 파키스탄과의 일부 양자 분쟁을 제외하고는 대체로 우호적이다. 인도와의 문제는 티스타강 및 기타 하천 물 공유 및 국경 살처분에서 비롯된다.

## 정책
방글라데시의 외교 정책은 국가의 국익을 보호하고 세계 무대에서 목표를 달성하기 위해 헌법과 정부가 선택한 다양한 전략으로 구성되어 있다. 방글라데시 외무부는 방글라데시 헌법 관련 섹션의 지침에 따라 정책을 수립하고 실행한다.

## 다자간 기구 참여

### 영연방
1947년까지 영국령 인도에 속해 있던 방글라데시는 1971년 파키스탄으로부터 독립 국가로 설립된 후 1972년 영연방에 가입했다. 방글라데시는 격년으로 열리는 정부 수반 회의에 적극적으로 참여해 왔다.

### 유엔
방글라데시는 1974년 유엔에 가입하여 1978~1980년과 2000~2002년에 다시 안보리 의장으로 선출되었다. 후마윤 라시드 초두리 외무장관은 1986년 제41차 유엔 총회 의장을 역임했다.

### 비동맹 운동
방글라데시는 다카에서 열릴 예정이었던 2001년 유엔 정상회의에서 비동맹 운동(NAM)의 차기 의장국으로 선정되었다. 그러나 이후 정상회의는 다른 장소에서 개최하기로 결정되었다. 비동맹 운동의 일원으로서 방글라데시는 강대국들의 사무에 중립을 유지하는 원칙을 채택해 왔다. 그러나 2008년 12월, 일본의 압력으로 유엔에서 북한에 반대표를 던지면서 이 원칙에서 벗어났다.

## 각국별 대외 관계

### 아시아

#### 대한민국
양국은 1973년 12월 18일에 외교 관계를 수립했다.
관계는 생산적이고 진보적인 것으로 간주된다. 양국의 관계는 국방, 무역 및 투자 등 여러 분야에서 확장되고 있다. 방글라데시는 또한 건설, 제조, 서비스, 농업, 수산 및 축산 등 다양한 분야에서 일하기 위해 숙련된 이주 노동자들을 대거 대한민국으로 파견하고 있다. 대한민국과 방글라데시는 특수부대 등 부대의 합동 군사 훈련과 잠수함 건조 등 군사적 관계도 강화하고 있다. 방글라데시는 이미 대한민국으로부터 울산급 호위함을 확보했다.

#### 인도
양국은 1971년 12월 6일에 외교 관계를 수립했다.
일반적으로 관계는 일반적으로 우호적이지만 국경 분쟁과 강 분쟁으로 인해 정부와 정부 간의 접촉이 원활하지 않은 경우가 있다. 2015년에 그들은 국경을 구분하는 데 도움이 되는 타국 영토 내의 자국 영토를 교환했으며, 소 밀수, 국경 살처분, 강 분쟁과 같은 관계에 있는 모든 짜증나는 사람들을 종식시키기 위해 협력하기로 합의했다. 인도는 1971년 12월 6일, 방글라데시를 독립 국가로 인정한 두 번째 국가였다. 인도는 1971년 방글라데시 독립 전쟁 동안 방글라데시 사람들을 도왔다. 1976년 이후 관개 및 육상 국경 분쟁으로 인해 방글라데시와 인도의 관계는 어려웠다. 그러나 방글라데시는 1972년과 1996년 아와미 연맹이 결성한 정부 시절 인도와 우호적인 관계를 유지해 왔다.

#### 파키스탄
양국은 1975년 10월 3일에 외교 관계를 수립했다.
1973년 8월, 방글라데시와 파키스탄 간의 수많은 개인 송환 합의, 해방 전쟁으로 인해 방글라데시에 고립된 90,000명의 파키스탄 전쟁 포로를 포함한 여러 개인의 송환에 관한 합의, 1974년 2월, 방글라데시와 파키스탄 간의 상호 외교적 인정에 관한 합의, 그리고 2년여 후인 1976년 1월 18일 공식 외교 관계 수립이 이루어졌다. 유엔 난민 고등판무관(UNHCR)은 약 25만 명의 벵골인을 파키스탄에서 방글라데시로, 비벵골인을 방글라데시에서 파키스탄으로 이동시킨 공수 작전을 조직했다. 또한 1989년 베나지르 부토 총리의 방글라데시 방문과 1992년과 1995년 칼레다 지아 총리의 파키스탄 방문을 포함한 고위급 방문 교류도 포함되었다.